# Ce que voit Fox
Ce que voit Fox (Fall) est une pièce de théâtre de James Saunders, écrite en 1980, représentée à Londres le 6 septembre 1984 au Hampsted Theatre, et à Paris 15 janvier 1988 au théâtre La Bruyère.

## Théâtre La Bruyère,1988
À partir du 15 janvier 1988 au Théâtre La Bruyère.
- Adaptation : Suzanne Lombard et Laurent Terzieff
- Mise en scène : Laurent Terzieff
- Scénographie : Alain Roy
- Lumières : Jean-Noël Launay
- Son : Denis Lefevre, Laurent Terzieff
- Distribution :
  - Laurent Terzieff
  - Pascale de Boysson
  - Dominique Hollier
  - Hermine Karagheuz
  - Michèle Simonnet

Ce spectacle reçoit deux Molières en 1988, le Molière du metteur en scène et le Molière du théâtre privé, et une nomination au Molière de la comédienne dans un second rôle.
Il est repris avec la même distribution au Théâtre Hébertot du 15 mars au 13 mai 1990.